# Лайфкастінг

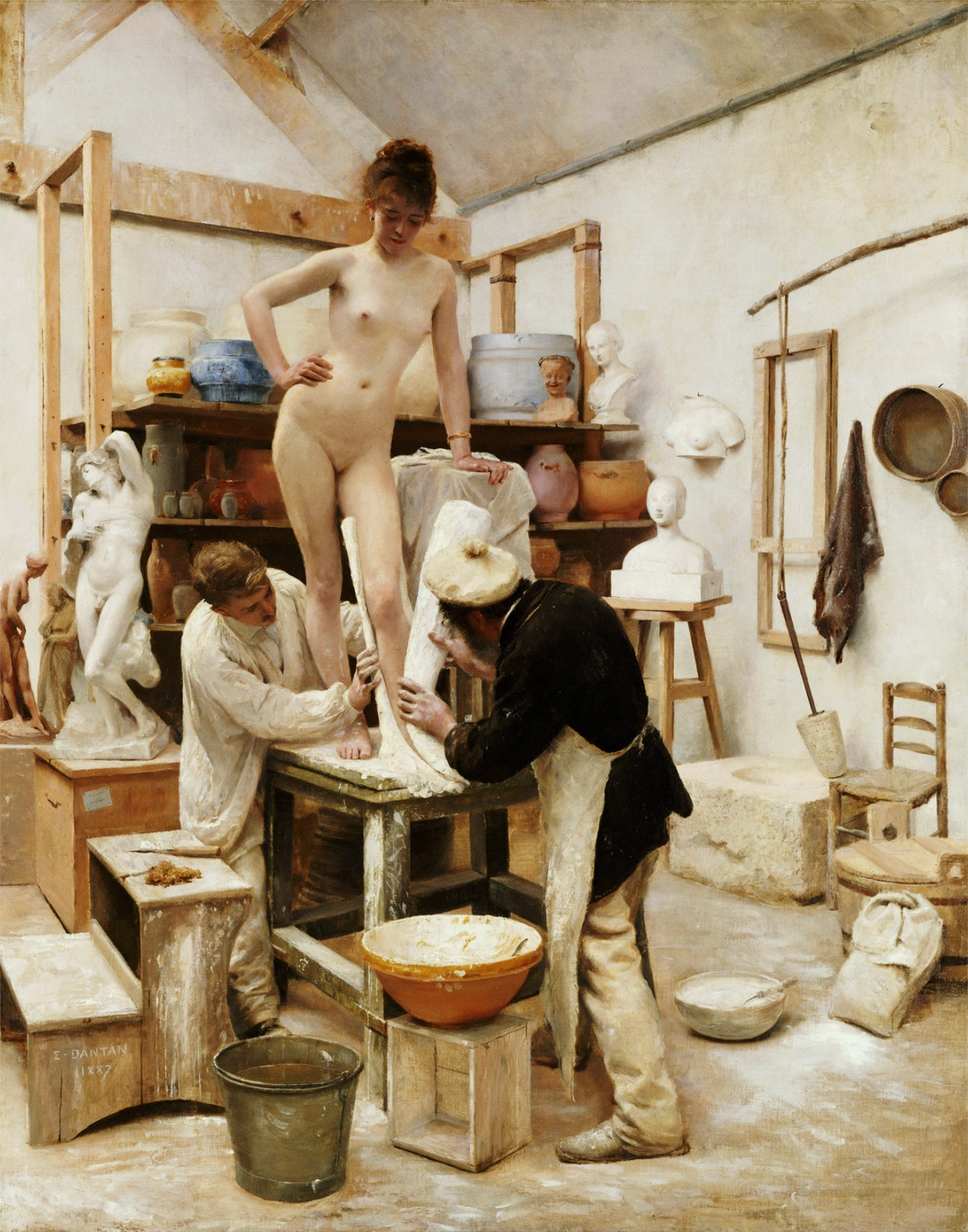
Лайфкастинг

Лайфкастинг (англ. Lifecasting) — це процес створення тривимірної копії живого людського тіла, за допомогою спеціальних формувальних матеріалів і заливки ливарним матеріалом.
У рідкісних випадках лайфкастинг також використовують на живих тварин. Найпоширенішими об'єктами є торси, обличчя і руки, животи вагітних, хоча можливо копіювати будь-які частини тіла. Лайфкастинг зазвичай обмежується частиною тіла, але в теж час можливе створення копії всього тіла. У порівнянні з іншими тривимірні зображеннями людей, особливістю лайфкастинга є їх високий рівень реалізму і деталізації. Лайфкастинг може копіювати такі малі деталі, як відбитки пальця і пори шкіри.

## Процес
Технологія створення тривимірної копії складається з наступних етапів:
1. Підготовка моделі. На шкіру і волосся моделі наносять маслянисту речовину (вазелін), для запобігання прилипання формувальноїсуміші.
2. Позиціонування моделі. Модель приймає потрібну стаціонарну позу, і залишається в цій позі, поки форма буде нанесена а потім видалена. Можна використовувати пристосування підтримки для фіксації моделі.
3. Формування моделі. На поверхню тіла моделі наносять формувальний матеріал у вигляді густої рідини, яка приймає форму тіла. Частини тіла можуть бути занурені в контейнер з формувальним матеріалом.
4. Етап зміцнення і схоплювання. Для додання жорсткості формі, на неї наноситься закріплює матеріал, і витримується заданий час для його схоплювання.
5. Вилучення форми. Після досягнення необхідної міцності форми її видаляють з тіла моделі.
6. Складання форми. Якщо форма була створена з декількох частин то її з'єднуються разом. Форма сама по собі може бути змінена або модифікована.
7. Заливка форми. У готові форми заливають рідкий ливарний матеріал і витримують у формі, до повного затвердіння.
8. Виїмка изделья. Після того, ливарний матеріал набуває форму прес-форми і затвердів в повному обсязі, його обережно видаляють з форми. Прес-форма може зберегтися, але часто це не роблять, в результаті чого виходить єдина в своєму роді робота. Силіконові форми можна використовувати багато разів.
9. Фінішна обробка. Застосовують для додання виробу декоративного та товарного вигляду. Полягає в знятті зайвого ливарного матеріалу, шліфовці, фарбування.

## Матеріали для формування й лиття
На етапах лайфкастинга застосовують різні матеріали. Для створення форми застосовуються формувальні матеріали, такі як альгінати і силікони. Менш поширені — віск, желатин. Для зміцнення форми найпопулярнішими матеріалами є гіпсові пов'язки.
Найчастіше матеріалами для лиття виступають — гіпс і гіпсовий цемент, різні глини, бетон, пластмаси і метал, також лід, скло і навіть шоколад.

## Застосування
Лайфкастинг дозволяє створювати точні копії будь-яких частин і тіл людини, роботи можуть мати художню та особисту цінність. Лайфкастінг практикуються в промисловості, де він використовується для створення макетів, для фільмів і телебачення — реквізит і аніматроніка. Лайфкастинг знаходить медичне застосування у створенні і установці протезів.
Вагітні жінки часто хочуть мати на пам'ять виливок їх тулуба і живота на 35-й — 38-й тижні вагітності, щоб запам'ятати їх форми.
Посмертна маска являє собою схожий процес, з основною різницею, що вона створена з особи мертву людину. Вони були поширені і в більш ранні часи.